# Arrondissement Hagen
Das Arrondissement Hagen, auch Bezirk Hagen, war von 1808 bis 1813 eine Verwaltungseinheit im napoleonischen Satellitenstaats Großherzogtum Berg. Es war Teil des Departements der Ruhr.

## Gliederung
Das Arrondissement Hagen gliederte sich in sieben Kantone und 191 Gemeinden. Davon waren 14 Städte, 1 Flecken, 2 Dörfer und 173 Bauerschaften, ein allgemein angeführtes Gericht. Die Zahl der Einwohner betrug 1808 70.595 Menschen.
- Kanton Hagen. Dazu gehörten die Städte Hagen, Breckerfeld, Herdecke und Wetter, 16 Bauerschaften des Gerichts Hagen, 5 Bauerschaften des Gerichts Breckerfeld, zusammen 26 Gemeinden mit 12.154 Einwohnern.
- Kanton Schwelm. Dazu gehörte die Stadt Schwelm und der Flecken Volmarstein, 7 Bauerschaften des Gerichts Volmarstein, zusammen 19 Gemeinden mit 12.612 Einwohnern
- Kanton Hattingen. Dazu gehörten die Städte Hattingen und Blankenstein, 17 Bauerschaften des vorherigen märkischen Amtes Blankenstein, das Gericht Horst mit einer Bauerschaft, 4 Bauerschaften des Gerichts Bruch, 6 Bauerschaften des Gerichts Stiepel, Dorf und Gericht Herbede mit 5 Bauerschaften, zusammen 37 Gemeinden mit 8.779 Einwohnern
- Kanton Limburg (ehemals Grafschaft Limburg) mit der Stadt Limburg und 20 Bauerschaften mit 4810 Einwohnern
- Kanton Iserlohn. Dazu gehörte die Stadt Iserlohn und 9 Bauerschaften des Amtes Iserlohn, das Gericht Hemer mit 7 Bauerschaften, zusammen 17 Gemeinden mit 7.906 Einwohnern
- Kanton Neuenrade  mit den Städten Neuenrade, Plettenberg und Altena, 5 Bauerschaften des Amtes Neuenrade, 15 Bauerschaften des Amtes Plettenberg, 4 Bauerschaften des Gerichts Altena, zusammen 27 Gemeinden mit 10.137 Einwohnern
- Kanton Lüdenscheid mit den Städten Lüdenscheid und Meinerzhagen, 18 Bauerschaften des Gerichts Lüdenscheid, 15 Bauerschaften des Gerichts Meinerzhagen, zusammen 44 Gemeinden mit 14.827 Einwohnern

## Nachbargebiete
Das Arrondissement grenzte an das Arrondissement Dortmund, an das Großherzogtum Hessen, an das Département Sieg und an das Département Rhein. 

## Sitz und Unterpräfekten
Sitz des Unterpräfekten war Hagen. Unterpräfekten waren:
- Heinrich Wilhelm von Holtzbrinck von 1809 bis 1811
- Moritz von Untzer von 1811 bis 1813